# Hugo Calderano
Hugo Marinho Borges Calderano (Rio de Janeiro, 22 giugno 1996) è un tennistavolista brasiliano. È di origine italiana, da parte del trisnonno Luigi Calderano, nato a Maratea, Potenza.
Primo giocatore dell'America latina a raggiungere la top dieci della graduatoria mondiale ITTF, il suo miglior piazzamento è la terza posizione, ottenuta nel gennaio 2022, la posizione più alta di sempre per un giocatore americano.
È arrivato sul podio di molte tra le competizioni maggiori, come la Coppa del mondo di tennistavolo, le ITTF World Tour Grand Finals, il WTT Champions e il Grand Smash, inoltre a una quinta piazza ai Campionati mondiali di tennistavolo e un quarto posto ai Giochi olimpici.
Sono note le sue due vittore sul cinese Fan Zhendong: nei quarti di finale delle ITTF World Tour Grand Finals del 2018 e al WTT Champions del 2024. Ha sconfitto anche Liang Jingkun nei quarti del WTT Champions di Chongqing del 2024.
Nell'aprile 2025, vince la Coppa del mondo contro il numero uno al mondo Lin Shidong, battendo nei turni precedenti il numero tre Tomokazu Harimoto e il numero due Wang Chuqin.
Il 22 giugno 2025, Hugo Calderano ha conquistato il titolo del WTT Star Contender Ljubljana per la seconda volta consecutiva, battendo Felix Lebrun con il punteggio di 4 set a 2 nella finale. Questa vittoria ha consolidato il suo status di uno dei principali giocatori di tennis tavolo al mondo e ha segnato un altro grande traguardo nella sua carriera. La competizione, che si è svolta in Slovenia, è stata giocata in sei set, nei quali Calderano ha dimostrato grande controllo emotivo e abilità tecniche superiori, superando le difficoltà e mantenendo il comando durante gli scambi di punti decisivi. Con questa vittoria, il brasiliano è diventato per la seconda volta campione del torneo, rafforzando la sua posizione di rilievo nel circuito internazionale e ampliando la sua lista di titoli importanti.